# 復興区 (桃園市)

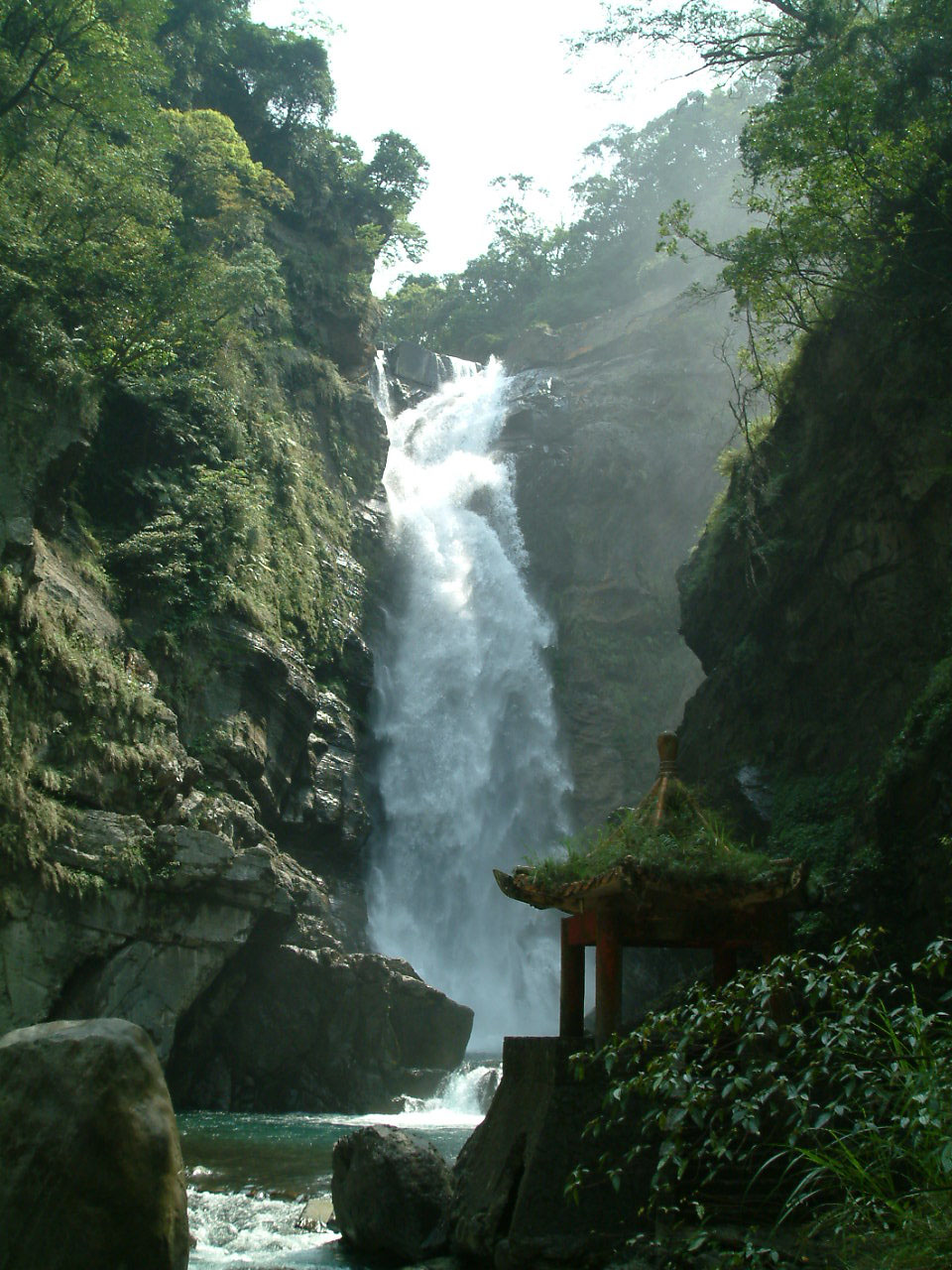
小烏来瀑布

復興区（ふっこう-く）は、台湾桃園市の市轄区。

## 歴史
復興区の旧名は「角板山」と称されていた。1920年、新竹州大渓郡の蕃地とされた。1946年、角板郷が設置された。1954年、復興郷と改称された。2014年12月25日、桃園県が直轄市となり桃園市と改称したことから、復興郷は復興区と改名し、市轄区となり現在に至っている。

## 行政区
| 地区 | 里                                                     |
| ---- | ------------------------------------------------------ |
| 前山 | 三民里、長興里、奎輝里、霞雲里、沢仁里、義盛里、羅浮里 |
| 後山 | 高義里、三光里、華陵里                                 |

## 教育

### 高級中学
- 桃園市立羅浮高級中等学校

### 国民中学
- 桃園市立羅浮高級中等学校中学部

### 国民小学
| - 桃園市立介寿国民小学 - 桃園市立三民国民小学 - 桃園市立義盛国民小学 - 桃園市立霞雲国民小学 | - 桃園市立奎輝国民小学 - 桃園市立光華国民小学 - 桃園市立高義国民小学 - 桃園市立長興国民小学 | - 桃園市立三光国民小学 - 桃園市立高坡国民小学 - 桃園市立羅浮国民小学 - 桃園市立巴陵国民小学 |

## 交通
| 種別 | 路線名称 | その他   |
| ---- | -------- | -------- |
| 省道 | 台7線    | 北横公路 |

## 観光
- 観音洞
- 蝙蝠洞
- 新興温泉
- 爺亨温泉
- 四稜温泉（中国語版）
- 小烏来瀑布（中国語版）
- 拉拉山自然保護区（中国語版）
- 角板山
- 達観山
- 東眼山（中国語版）